# Lekkoatletyka na Letniej Uniwersjadzie 1970 – rzut oszczepem kobiet
Rzut oszczepem kobiet – jedna z konkurencji lekkoatletycznych rozegranych w Turynie na Stadio Comunale podczas szóstej letniej uniwersjady.
Do rywalizacji przystąpiło tylko 13 zawodniczek z 11 krajów, w związku z czym nie rozegrano rundy eliminacyjnej. W konkursie wzięła udział jedna reprezentantka Polski – Daniela Jaworska, która wywalczyła złoty medal.

## Rekordy
Tabela przedstawia najlepsze wyniki, które uzyskały zawodniczki na świecie, w Europie, Polsce i na dotychczasowych uniwersjadach.
| Rekord świata      | Jelena Gorczakowa | 62,40 m | Tokio     | 16.10.1964 |
| Rekord Europy      | Jelena Gorczakowa | 62,40 m | Tokio     | 16.10.1964 |
| Rekord uniwersjady | Mihaela Peneș     | 59,22 m | Budapeszt | 1965       |
| Rekord Polski      | Daniela Jaworska  | 60,56 m | Kraków    | 27.09.1969 |

## Finał
| Pozycja | Zawodnik         | Wynik |
| ------- | ---------------- | ----- |
|         | Daniela Jaworska | 56,16 |
|         | Magda Vidos      | 50,60 |
|         | Valentina Evert  | 50,00 |
| 4.      | Katalina Palfi   | 49,56 |
| 5.      | Iris Sporleder   | 48,88 |
| 6.      | Sherry Calvert   | 48,16 |
| 7.      | Arja Mustakllio  | 47,64 |
| 8.      | Breda Babosek    | 47,10 |
| 9.      | Lee Bok-soon     | 46,64 |
| 10.     | Inge Reiger      | 46,48 |
| 11.     | Carol Martin     | 44,48 |
| 12.     | Kyoko Kiyono     | 42,43 |
| 13.     | Christa Peters   | 40,46 |